# Paul Warfield
Paul Dryden Warfield (Warren, 28 novembre 1942) è un ex giocatore di football americano statunitense che ha giocato nel ruolo di wide receiver per i Cleveland Browns e i Miami Dolphins nella National Football League (NFL). È stato inserito nella Pro Football Hall of Fame nel 1983.

## Carriera professionistica
Warfield fu scelto come undicesimo assoluto nel Draft NFL 1964 e giocò con i Cleveland Browns come wide receiver dal 1964 al 1969, vincendo il titolo NFL nella sua stagione da rookie e ricevendo 52 passaggi per 920 yard e 9 touchdown, che gli valsero la prima convocazione per il Pro Bowl in carriera.
Nel 1968 Paul ricevette 50 passaggi nell'unica stagione in cui superò le mille yard ricevute (1 067). Quell'anno segnò 12 touchdown coi Browns che raggiunsero la finale del campionato per la terza volta negli anni sessanta.
Nel 1970 Waterfield fu scambiato coi Miami Dolphins per una scelta del draft che i Browns utilizzarono per scegliere il quarterback All-American della Purdue University Mike Phipps. Phipps non ottenne grandi successi coi Browns mentre Warfield fu uno dei protagonisti dei titoli vinti dai Dolphins negli anni settanta.
Nel 1974, poco dopo la vittoria dei Dolphins nel Super Bowl VIII, Warfield e i compagni di squadra Larry Csonka e Jim Kiick presero la sorprendente decisione di lasciare la franchigia per firmare un lucrativo contratto coi Toronto Northmen della World Football League. I Northmen poco dopo si trasferirono a Memphis senza aver disputato una sola gara a Toronto, diventando i Memphis Southmen. Warfield disputò la stagione 1975 coi Memphis Southmen, prima di concludere la carriera tornando ai Browns nel 1976 e 1977. In carriera fu convocato per otto Pro Bowl e inserito sei volte nella formazione ideale della stagione All-Pro.
Nelle sue tredici stagioni nella NFL, Warfield ricevette 427 passaggi per 8 565 yard a una media di 20,1 yards per ricezione, la nona di tutti i tempi, e segnò 85 touchdown. Nella sua unica stagione nella WFL (1975) ricevette 25 passaggi per 422 yard, a una media di 16,9 yards per ricezione, con 3 touchdown.

## Palmarès
- Campionati NFL : 1 (1964)
- Super Bowl : 2 (VII, VIII)
- (8) Pro Bowl (1964, 1968, 1969, 1970, 1971, 1972, 1973, 1974)
- (6) First-team All-Pro (1964, 1968, 1969, 1971, 1972, 1973)
- (1) Second-team All-Pro (1970)
- (2) Leader della NFL in touchdown su ricezione (1968, 1971)
- Formazione ideale della NFL degli anni 1970
- Classificato al #71 tra i migliori cento giocatori di tutti i tempi da NFL.com
- Formazione ideale del 100º anniversario della National Football League
- Pro Football Hall of Fame
- Miami Dolphins Honor Roll